# Chlorodendrales
Chlorodendrales са водорасли клон на зелените растения (Chloroplastida).
Камшичетата имат долен слой от малки квадратни люспи 24 на ред лежащ върху 24 двойни редове от пръчковидни люцпички, в допълнение на космовидни люспи в двата противоположни реда камшичета. Някои от откритите морски едноклетъчни планктонни без камшичета също са представители на този разред.